# Natula averni
Natula averni är en insektsart som först beskrevs av Costa, O.G. 1855.  Natula averni ingår i släktet Natula och familjen syrsor. Inga underarter finns listade i Catalogue of Life.